# Ланер (Каліфорнія)
Ланер (англ. Lanare) — переписна місцевість (CDP) в США, в окрузі Фресно штату Каліфорнія. Населення — 540 осіб (2020).

## Географія
Ланер розташований за координатами 36°26′16″ пн. ш. 119°55′56″ зх. д. / 36.43778° пн. ш. 119.93222° зх. д. (36.437717, -119.932208).  За даними Бюро перепису населення США в 2010 році переписна місцевість мала площу 5,23 км², уся площа — суходіл.

## Демографія
Згідно з переписом 2010 року, у переписній місцевості мешкало 589 осіб у 140 домогосподарствах у складі 126 родин. Густота населення становила 113 особи/км².  Було 147 помешкань (28/км²).
Расовий склад населення:
| - 30,7 % — білих - 9,7 % — чорних або афроамериканців - 0,8 % — корінних американців - 0,3 % — азіатів - 50,9 % — осіб інших рас |

До двох чи більше рас належало 7,5 %. Частка іспаномовних становила 88,1 % від усіх жителів.
За віковим діапазоном населення розподілялося таким чином: 33,8 % — особи молодші 18 років, 57,9 % — особи у віці 18—64 років, 8,3 % — особи у віці 65 років та старші. Медіана віку мешканця становила 28,5 року. На 100 осіб жіночої статі у переписній місцевості припадало 95,0 чоловіків;  на 100 жінок у віці від 18 років та старших — 107,4 чоловіків також старших 18 років.
За межею бідності перебувало 62,5 % осіб, у тому числі 78,4 % дітей у віці до 18 років та 54,5 % осіб у віці 65 років та старших.
Цивільне працевлаштоване населення становило 84 особи. Основні галузі зайнятості: транспорт — 44,0 %, сільське господарство, лісництво, риболовля — 38,1 %, освіта, охорона здоров'я та соціальна допомога — 9,5 %, роздрібна торгівля — 8,3 %.